# سد کوهرنگ ۳
سد کوهرنگ ۳ سدی در دهستان بیرگان از توابع استان چهارمحال و بختیاری است. این سد برروی رودخانه بیرگان از سرشاخه‌های اصلی رود کارون قرار دارد تا آب کارون را برای مصارف شرب اصفهان به سمت زاینده‌رود منتقل کند.

## خشکاندن چشمه مروارید
چشمه مروارید، به همراهِ چشمه دیمه و چشمه کوهرنگ از مهمترین سرچشمه‌های کارون و زاینده‌رود هستند. این چشمه پیش‌تر ۱۲۰۰ لیتر بر ثانیه آبدهی داشت که در سال‌های اخیر به علت حفاری‌های نادرست سد کوهرنگ ۳ برای انحراف آب به اصفهان، به طور کامل خشک گردید.

## اهداف سد کوهرنگ ۳
هدف این طرح احداث یک سد مخزنی بر سرشاخه‌های کارون برای ذخیره کردن آب این رودخانه و انحراف آن از طریق تونل سوم کوهرنگ به حوضه آبریز زاینده رود است.

## مشخصات سد و تونل کوهرنگ ۳
طبق آخرین طرح‌ها سد کوهرنگ ۳ یک سد بتنی دو قوسی به ارتفاع ۱۳۵ متر و حجم مخزن ۳۸۴٫۵ میلیون متر مکعب است. حجم آب قابل انتقال ۲۵۵ میلیون مترمکعب در سال است که به حوضه آبریز زاینده رود منتقل می‌شود.

## تاریخچه طرح
از دوران صفوی تلاش شده‌است تا آب‌ سرشاخه‌های کارون به زاینده‌رود منتقل شود. اولین انتقال درسال ۱۳۳۳ و دومین انتقال در سال ۱۳۶۴ انجام شد.
طراحی و ساخت سد و تونل کوهرنگ۳ به سال‌های دهه ۶۰ باز می‌گردد. گزارش و نقشه‌های طرح مقدماتی سد، سازه‌های وابسته و تونل انتقال آب در سال ۱۳۶۷ منتشر و یک دهه بعد در سال ۱۳۷۷ عملیات اجرایی تونل سوم با هدف تأمین آب به میزان ۲۵۵ میلیون مترمکعب در سال برای تأمین بخشی از کمبود آب منطقه مرکزی ایران آغاز شد. قرارداد ساخت سد تونل سوم کوهرنگ نیز در سال ۱۳۸۹ بسته شد و قرار بود سال ۱۳۹۳ به بهره برداری برسد. با وجود این، عملیات اجرایی سد مخزنی تونل سوم کوهرنگ در چند سال اخیر به دلیل مشکلاتی از جمله مسائل مدیریتی و کمبود منابع مالی متوقف ماند. ساخت تونل کوهرنگ ۳ در سال ۱۳۹۲ تکمیل شد.

## انتقاد‌ها و مشکلات
ساخت سد کوهرنگ۳ از سال ۱۳۸۹ آغاز شد ولی از همان ابتدا به دلیل ماهیت تخریبی این سد و تونل برای انتقال آب سرشاخه‌های کارون به اصفهان برای مصارف صنعتی با مخالفت جدی حافظان محیط‌زیست و مردم منطقه روبرو شد ولی آب منطقه‌ای اصفهان بدون توجه به مخالفت مردم، زمین‌های کشاورزی را به زور از آنان گرفت و چشمه مروارید، مهمترین منبع شرب و کشاورزی آنان را برای طمع سیری ناپذیر خود خشکاند.
در سال ۱۳۹۳ به دلیل رعایت نشدن برخی تعهدات محیط‌زیستی توسط پیمانکار این طرح، مجوز محیط زیستی طرح سد و تونل کوهرنگ ۳ ابطال شد. در سال ۹۶ درخواست منع توقيف عمليات اجرايی سد كوهرنگ از سوی سازمان محيط زیست به قوه قضائيه اعلام و مجوز محیط زیستی این طرح تمديد شد.
به دلیل مشکلات فنی سازه سد کوهرنگ ۳ در ۱۱ سال اول فرآیند ساخت سد دو بار مشاور و پیمانکار ساخت سد تغییر کرد.